# L'elisir d'amore
L'Élixir d’amour
Pour les articles homonymes, voir L'elisir d'amore (homonymie).
Personnages
- Adina (soprano)
- Nemorino (ténor)
- le sergent Belcore (baryton)
- le docteur Dulcamara (basse-bouffe)
- Giannetta (soprano)

L'elisir d’amore (L'Élixir d'amour) est un opéra (melodramma giocoso) en deux actes de Gaetano Donizetti, sur un livret en italien de Felice Romani lui-même tiré du livret écrit par Eugène Scribe pour Le Philtre (1831) de Daniel-François-Esprit Auber. Il a été créé au Teatro della Canobbiana de Milan le 12 mai 1832.

## Historique
Malgré le travail sans relâche du compositeur et du librettiste, l’opéra n’était pas terminé lorsque les répétitions commencèrent, ce qui laissa Donizetti pessimiste sur l’avenir de cette œuvre. Il décrivit la distribution avec franchise : « le ténor est correct, la prima donna a une belle voix mais est la seule à comprendre ce qu’elle dit, le buffo est un chien... »[réf. nécessaire]
Malgré son scepticisme, l’opéra obtint un succès triomphal lors de sa création. L’elisir d’amore fut joué trente-trois fois durant la saison de sa création. La première représentation en anglais eut lieu à New York le 18 juin 1838, puis au Metropolitan Opera le 23 janvier 1904.

## Personnages
Comme la plupart des livrets comiques du XIXe siècle, cet opéra met en scène des personnages traditionnels de la commedia dell'arte italienne, tels que le soldat effronté ou le charlatan :
- Adina, riche et belle fermière (soprano),
- Nemorino, jeune paysan (ténor),
- Belcore, sergent (baryton),
- Dulcamara, charlatan (basse-bouffe),
- Giannetta, jeune paysanne (soprano).

## Argument
L’action se déroule dans un village basque à la fin du XVIIIe siècle.

### Acte I
Le timide Nemorino est amoureux d’Adina, une belle fermière riche et instruite qui se moque de ses sentiments (cavatine « Quanto è bella, quanto è cara »). Pendant que ses paysans se reposent, elle leur lit l’histoire de Tristan et Iseult et du philtre d’amour bu par cette dernière (cavatine « Benedette queste carte!… Della crudele Isotta »). Nemorino aimerait se procurer un philtre semblable. Soudain, le sergent Belcore et ses soldats arrivent au village pour y prendre quartier. Belcore, très sûr de lui, entreprend de faire la cour à Adina et la demande même en mariage (cavatine « Come Paride vezzoso ») ; Adina s'amuse du jeu de séduction de Belcore, mais ne le décourage pas. Nemorino tente de nouveau d’exprimer ses sentiments à Adina, qui, fatiguée de la cour que lui fait constamment le jeune homme, le repousse en lui disant qu'elle est capricieuse et inconstante et qu'il devrait l'oublier et courtiser d'autres femmes (duo « Chiedi all'aura lusinghiera »).
Le docteur ambulant Dulcamara fait alors son entrée (cavatine « Udite, udite, o rustici »). Nemorino lui demande le « philtre de la reine Iseult » pour gagner le cœur d’une femme. Dulcamara lui vend alors une bouteille de vin de Bordeaux en précisant que l’effet ne se fera pas sentir avant 24 heures – à ce moment, il sera parti du village depuis longtemps. Nemorino boit aussitôt le breuvage et se sent tout de suite plus assuré. Certain de l’efficacité de l’élixir, en attendant que celui-ci fasse effet, il affecte l’indifférence vis-à-vis d’Adina. Surprise et irritée, pour se venger de Nemorino, celle-ci accepte la demande en mariage de Belcore. Le mariage est tout d'abord fixé six jours plus tard, puis, quand un billet arrive ordonnant le départ des troupes, au jour même. Nemorino prend peur ; triomphante, Adina accepte l’offre de Belcore. Nemorino la conjure d’attendre le lendemain (puisque l'élixir aura fait effet), en vain (quatuor « Adina, credimi, te ne scongiuro »).

### Acte II
Les célébrations des noces commencent, en l’absence de Nemorino. Adina décide de reporter la signature du contrat de mariage, afin de pouvoir pleinement tirer vengeance de Nemorino. Ce dernier retourne consulter Dulcamara pour lui demander une seconde bouteille d’« élixir », mais le jeune homme n’a plus d’argent. Il accepte de s’enrôler dans la troupe de Belcore en échange de 20 écus (duo « Venti scudi »).
Pendant ce temps, les filles du village apprennent que le vieil et riche oncle de Nemorino vient de mourir, léguant sa fortune à son neveu. Nemorino l’ignore encore, mais il est devenu un parti avantageux : aussitôt, les paysannes l’entourent et se disputent ses faveurs. Déconcerté, Nemorino attribue l’effet à l’élixir. Adina, qui n’est pas davantage au courant de l’héritage, observe la scène avec étonnement. Le docteur Dulcamara lui explique alors l'achat de l’« élixir » et l’enrôlement de Nemorino. Comprenant tout, affligée que tant de femmes s'empressent autour de Nemorino, et regrettant d'avoir éconduit un homme qui éprouve pour elle un amour si sincère, Adina se flatte de pouvoir reconquérir le jeune homme, non pas avec un élixir, mais par ses regards et son sourire.
Nemorino s’apprête à partir avec la troupe de Belcore. Lorsque les jeunes filles du village se pressaient autour de lui, il a aperçu une larme furtive dans les yeux d’Adina et comprend qu’elle l’aime (romance « Una furtiva lagrima »). Celle-ci rachète l’engagement de Nemorino à Belcore et annonce au jeune homme qu’il n’a plus à partir. Elle lui avoue son amour (air « Prendi, per me sei libero »). Belcore accepte avec bonne grâce sa défaite : il y a d’autres filles de par le monde. En revanche, Dulcamara triomphe : c’est son élixir qui a permis la réunion des deux jeunes gens, ainsi que son enrichissement personnel.

## Principaux airs
- « Quanto è bella, quanto è cara » (« Comme elle est belle, comme elle m'est chère ») - Cavatine de Nemorino (Acte I)
- « Della crudele Isotta » (« De la cruelle Iseult ») - Cavatine d'Adina (avec cabalette) (Acte I)
- « Come Paride vezzoso » (« Comme le charmant Pâris ») - Cavatine de Belcore (avec un trio qui forme le tempo di mezzo et la strette) (Acte I)
- « Udite, udite, o rustici » (« Écoutez, écoutez, ô paysans ») - Cavatine de Dulcamara (avec cabalette) (Acte I)
- « Io son ricco, e tu sei bella » (« Je suis riche, et tu es belle ») - Duetto Dulcamara - Adina (avec cabalette) (Acte II)
- « Una furtiva lagrima » (« Une larme furtive ») - Romanza de Nemorino (Acte II)
- « Prendi, per me sei libero » (« Tiens, pour moi tu es libre ») - Aria d'Adina (avec cabalette) (Acte II)

## Discographie
- Katia Ricciarelli (Adina) ; Jose Carreras (Nemorino) ; Leo Nucci (Belcore) ; Domenico Trimarchi (Dulcamara) ; Susanna Rigacci (Giannetta) ; dir., Claudio Scimone (Orchestre symphonique et Chœurs de la RAI de Turin, 1985, 2CD Philips Classics 412 714-2)[2].

## DVD
- Anna Netrebko (Adina) ; Rolando Villazón (Nemorino) ; Leo Nucci (Belcore) ; Ildebrando D’Arcangelo (Dulcamara) ; Inna Los (Giannetta) ; dir., Alfred Eschwé, orchestre et chœur du Staatsoper de Vienne, (enregistrement réalisé par la Radio-Télévision autrichienne O.R.F. au Staatsoper de Vienne, Autriche, avril 2005).